# Showtime (filme)
Showtime (bra/prt: Showtime) é um filme estadunidense de 2002 do gênero comédia de ação e suspense policial, escrito por Jorge Saralegui e Keith Sharon, e dirigido por Tom Dey. O filme é estrelado por Robert De Niro e Eddie Murphy nos papéis principais ao lado de Rene Russo, William Shatner, Pedro Damián e a filha da vida real de De Niro, Drena De Niro. O filme foi lançado nos Estados Unidos em 15 de março de 2002. O filme foi um fracasso de bilheteria, foi criticado pela crítica de cinema e recebeu duas indicações no 23º Framboesa de Ouro: Pior Ator (para Murphy) e Pior Casal de Tela (para Murphy e De Niro).

## Sinopse
O detetive "durão" Mitch Preston (Robert De Niro) está na pista de uma quadrilha de traficantes de drogas que usa uma arma automática ilegal, quando ganha notoriedade ao atirar numa câmara de um cinegrafista de TV (lembrando uma cena de The Dead Pool, de 1988). Para não ser processada pelo incidente, a polícia concorda em que Mitch participe de um programa do tipo "Reality Show", mostrando sua vida de policial. Os produtores querem que Mitch tenha um parceiro e o escolhido é Trey Sellars (Eddie Murphy), um policial que deseja ser ator.

## Elenco
| Ator            | Papel                      |
| --------------- | -------------------------- |
| Robert De Niro  | Detetive Mitch Preston     |
| Eddie Murphy    | Guarda Trey Sellars        |
| Rene Russo      | Chase Renzi                |
| Pedro Damián    | Caesar Vargas              |
| Drena De Niro   | Annie                      |
| William Shatner | Ele mesmo                  |
| Mos Def         | Preguiça                   |
| Joy Bryant      | Lexi                       |
| James Roday     | 'Showtime' Cameraman       |
| Alex Borstein   | Diretor                    |
| Peter Jacobson  | Brad Slocum                |
| Rachael Harris  | Professora                 |
| Kirk Ward       | Policial no estacionamento |

## Trilha-Sonora
A trilha-sonora do filme foi lançada no dia 15 de março de 2002, com o selo MCA.

### Faixas
1. Caramel  -performed by Alias Project [3:27]
2. Why -performed by Rude [3:33]
3. Mr. Lover -performed by Shaggy [3:55]
4. My Bad -performed by Rayvon [3:29]
5. Lie Till I Die -performed by Marsha [4:52]
6. Man Ah Bad Man -performed by T.O.K. [2:54]
7. Money Jane -performed by Baby Blue Soundcrew [4:19]
8. Your Eyes -performed by Rik Rok [4:00]
9. Fly Away -performed by Gordon Dukes [4:00]
10. Swingin' -performed by Shaggy [3:10]
11. Get The Cash -performed by Howzing [3:45]
12. Still The One -performed by Prince Mydas [3:25]
13. Showtime -performed by Shaggy [4:31]

### Recepção da crítica
Showtime teve recepção desfavorável por parte da crítica especializada. Com tomatometer de 25% em base de 122 críticas, o Rotten Tomatoes publicou um consenso: “Showtime começa como uma sátira promissora do gênero amigo policial. Infelizmente, ela acaba se tornando o tipo de filmes que está satirizando”. Tem 25% de aprovação por parte da audiência, usada para calcular a recepção do público a partir de votos dos usuários do site.

### Prêmios e indicações
| Ano  | Prêmio                                   | Indicação/Categoria                                      | Indicado                                                 | Resultado | Ref.                |
| ---- | ---------------------------------------- | -------------------------------------------------------- | -------------------------------------------------------- | --------- | ------------------- |
| 2002 | BET Awards                               | Best Actor ("Melhor Ator")                               | Eddie Murphy                                             | Indicado  | [carece de fontes?] |
| 2003 | World Stunt Awards - Taurus Award        | Best Work With a Vehicle ("Melhor Trabalho com Veículo") | Cena da perseguição de carros na rua (Várias indicações) | Indicado  | [carece de fontes?] |
| 2003 | Razzie Awards (Prêmio Framboesa de Ouro) | Worst Actor ("Pior Ator")                                | Eddie Murphy                                             | Indicado  | [carece de fontes?] |
| 2003 | Razzie Awards (Prêmio Framboesa de Ouro) | Worst Screen Couple ("Pior Casal")                       | Eddie Murphy, Robert De Niro, Owen Wilson                | Indicado  | [carece de fontes?] |
| 2010 | Razzie Awards (Prêmio Framboesa de Ouro) | Worst Actor of the Decade ("Pior Ator da Década")        | Eddie Murphy                                             | Venceu    | [carece de fontes?] |

## Histórico de exibições na TV
- 01/05/2014: Tela de Sucessos[6]